# Buochs
Buochs est une commune suisse du canton de Nidwald.

## Géographie

Vue aérienne de 400 m par Walter Mittelholzer (1925)

Selon l'Office fédéral de la statistique, Buochs mesure 9,95 km2.
Buochs est limitrophe de Beckenried, Oberdorf, Stans et Ennetbürgen et se situe au bord du Lac des Quatre-Cantons.

## Démographie
Selon l'Office fédéral de la statistique, Buochs compte 5 273 habitants en 2008. Sa densité de population atteint 529 hab./km².
Le graphique suivant résume l'évolution de la population de Buochs entre 1850 et 2008 :

## Culture et patrimoine

### Héraldique
| Blason | Blasonnement : Coupé enté d'argent et d'azur. |